# Меритен
Мерите́н (фр. Méritein) — коммуна во Франции, находится в регионе Аквитания. Департамент — Атлантические Пиренеи. Входит в состав кантона Кёр-де-Беарн. Округ коммуны — Олорон-Сент-Мари.
Код INSEE коммуны — 64381.

## География

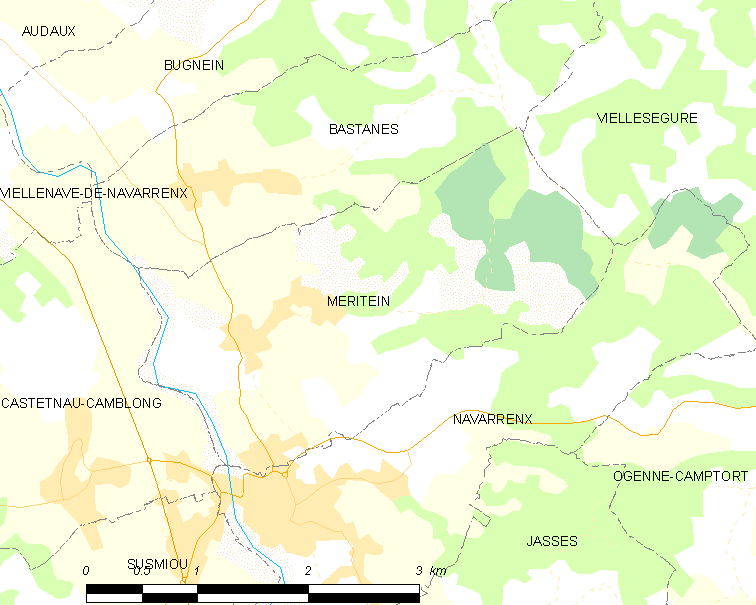
Карта коммуны

Коммуна расположена приблизительно в 660 км к югу от Парижа, в 170 км южнее Бордо, в 33 км к западу от По.
На юго-западе коммуны протекает река Гав-д’Олорон.

### Климат
Климат тёплый океанический. Зима мягкая, средняя температура января — от +5°С до +13°С, температуры ниже −10 °C бывают редко. Снег выпадает около 15 дней в году с ноября по апрель. Максимальная температура летом порядка 20-30 °C, выше 35 °C бывает очень редко. Количество осадков высокое, порядка 1100 мм в год. Характерна безветренная погода, сильные ветры очень редки.

## Население
Население коммуны на 2010 год составляло 298 человек.
| 1962 | 1968 | 1975 | 1982 | 1990 | 1999 | 2010 |
| ---- | ---- | ---- | ---- | ---- | ---- | ---- |
| 230  | 216  | 247  | 316  | 258  | 262  | 298  |

## Администрация
| Период | Период | Фамилия          | Партия | Примечания |
| ------ | ------ | ---------------- | ------ | ---------- |
| 1995   | 2001   | Жан Лапюйад      |        |            |
| 2001   | 2020   | Жан-Батист Ландр |        |            |

## Экономика
В 2010 году среди 184 человек трудоспособного возраста (15-64 лет) 124 были экономически активными, 60 — неактивными (показатель активности — 67,4 %, в 1999 году было 62,0 %). Из 124 активных жителей работали 108 человек (62 мужчины и 46 женщин), безработных было 16 (10 мужчин и 6 женщин). Среди 60 неактивных 9 человек были учениками или студентами, 35 — пенсионерами, 16 были неактивными по другим причинам.

## Достопримечательности
- Церковь Св. Иоанна Крестителя (XIX век)[4]

## Фотогалерея

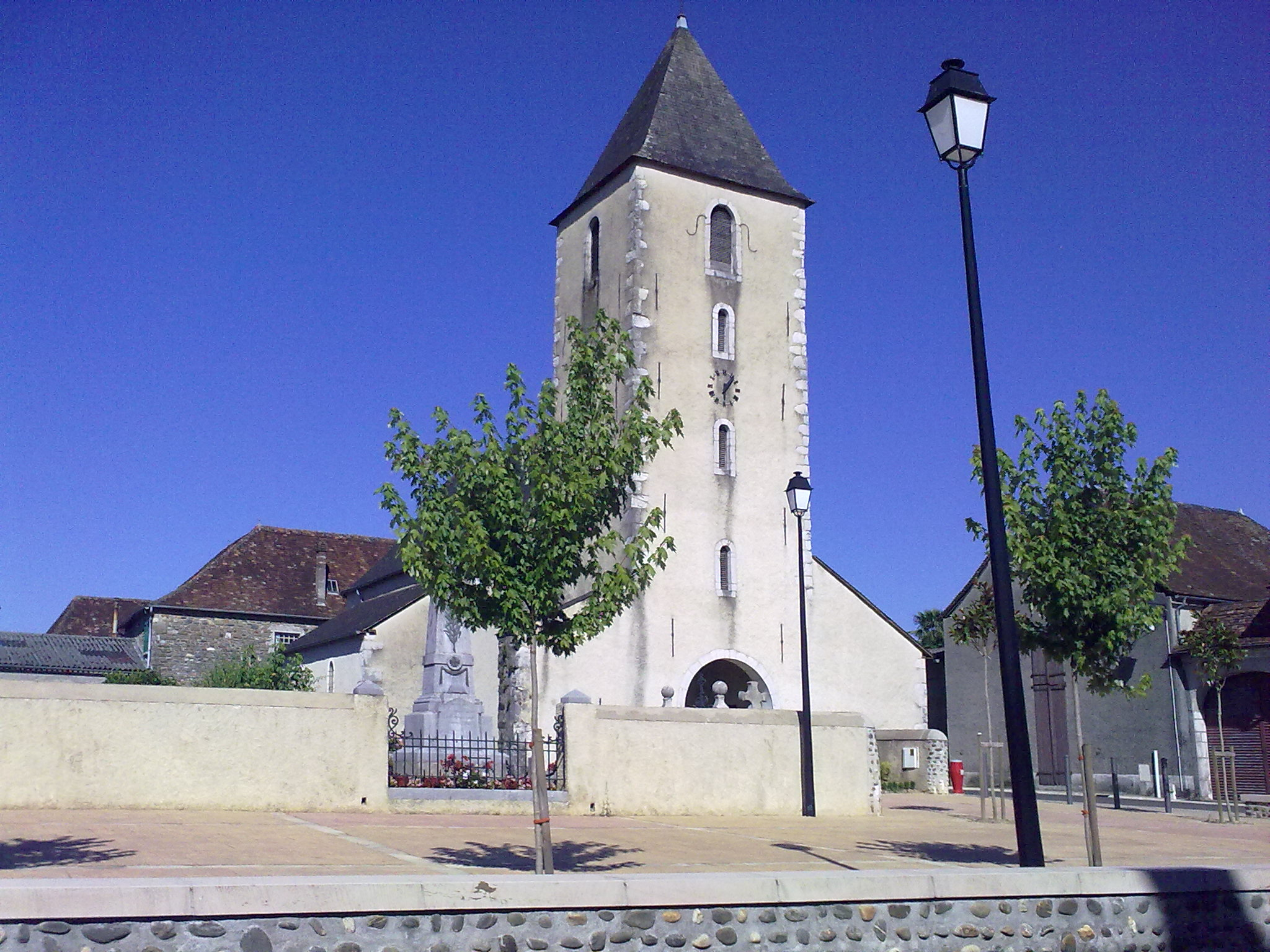
Церковь Св. Иоанна Крестителя
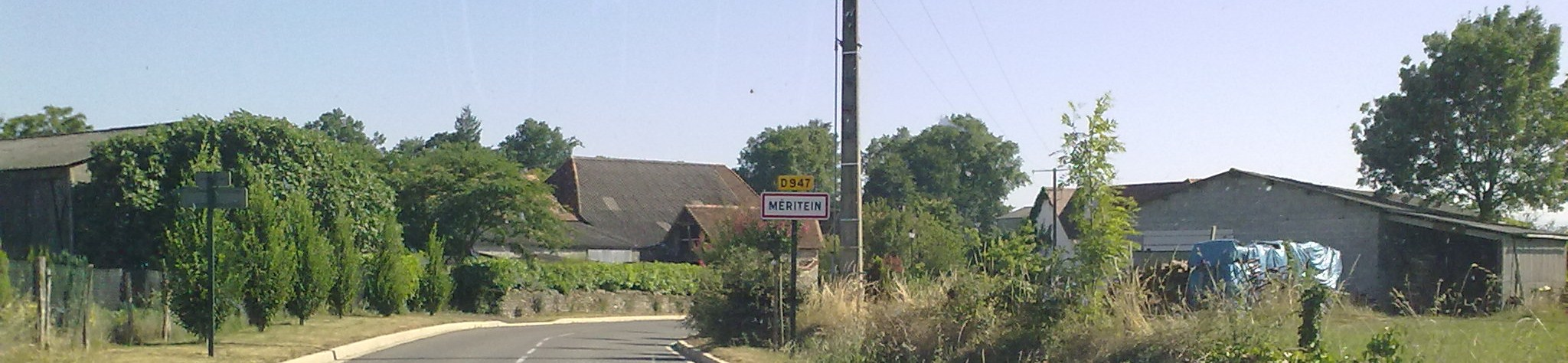
Въезд в Меритен
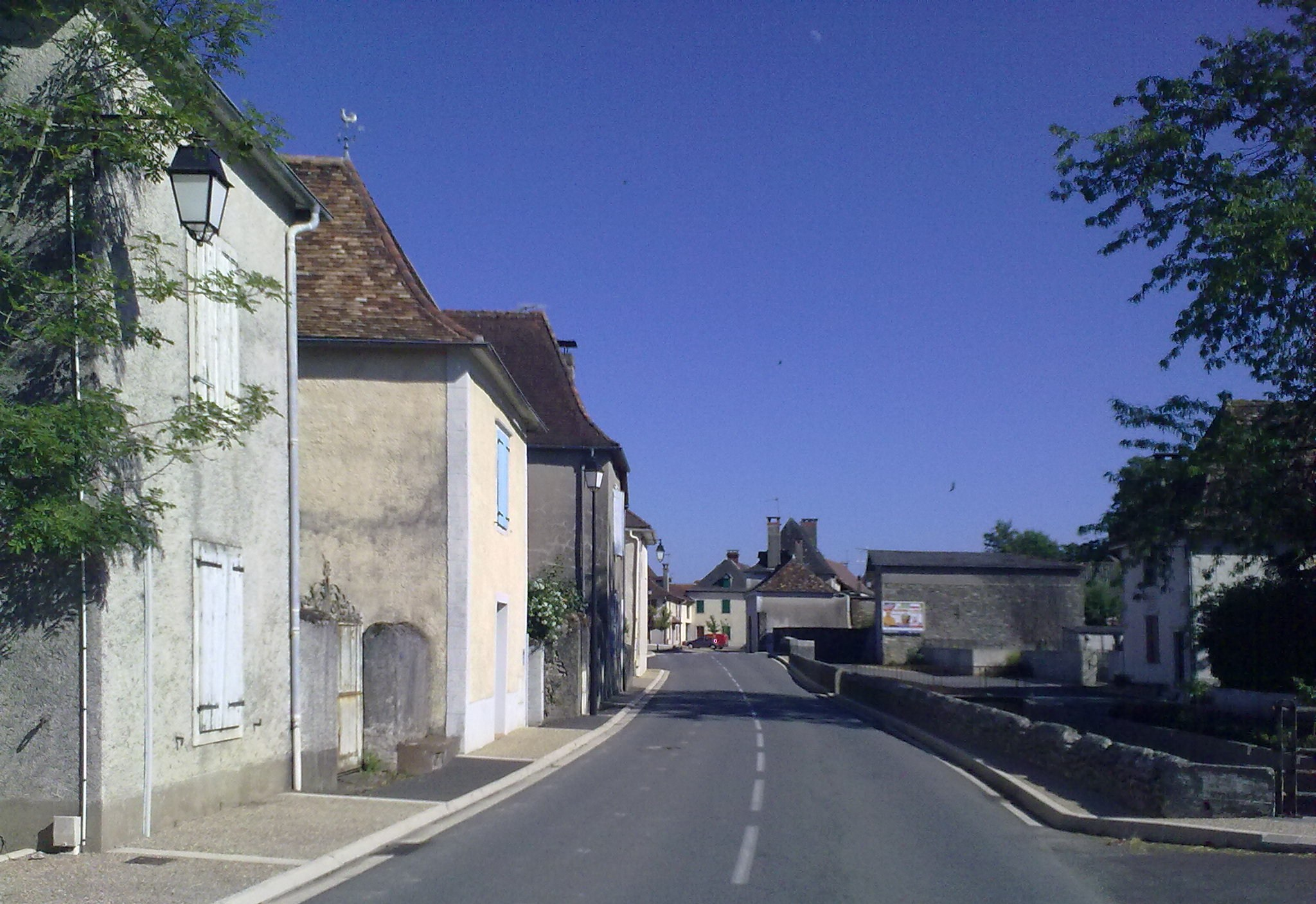
Меритен